# Робърт Сесил
 Тази статия е за сина Робърт Сесил.  За бащата вижте лорд Солсбъри.  
Едгар Алджърнън Робърт Гаскойн–Сесил или Лорд Робърт Сесил (на английски: Edgar Algernon Robert Gascoyne-Cecil и от 1923 Robert Cecil, 1. Viscount Cecil of Chelwood) е британски юрист, политик и дипломат, съосновател и първи и единствен президент на Обществото на народите (1923 – 1946). Като основател и председател на Международната мирна кампания през (1936) е удостоен с Нобелова награда за мир за 1937 г.
Той е трети син на Роберт Гаскойн-Сесил (лорд Солсбъри), три пъти министър-председател на Великобритания през Викторианската епоха. До тринадестетата си годишнина той се обучава в дома си, а след това прекарва четири години в колежа Итън. Изучава право в Юнивърсити колидж, Оксфорд.